# Prawo karne wykonawcze
Prawo karne wykonawcze – zespół norm prawnych regulujących zasady wykonywania kar i innych środków reakcji karnej.

## W prawie polskim
W Polsce prawo karne wykonawcze reguluje zasady wykonywania kar, środków karnych oraz kompensacyjnych, przepadku i środków zabezpieczających, a także innych rozstrzygnięć podejmowanych w postępowaniu karnym lub wykroczeniowym, przewidzianych w prawie karnym, karnym skarbowym i wykroczeń.
W obrębie prawa karnego wykonawczego wyróżnia się nadto prawo penitencjarne, które dotyczy wyłącznie wykonywania kary pozbawienia wolności i tymczasowego aresztowania.
Podstawowymi aktami prawnymi z zakresu prawa karnego wykonawczego są:
- Ustawa z dnia 6 czerwca 1997 r. – Kodeks karny wykonawczy (Dz.U. z 2024 r. poz. 706)
- Rozporządzenie Ministra Sprawiedliwości z dnia 23 grudnia 2022 r. w sprawie regulaminu organizacyjno-porządkowego wykonywania tymczasowego aresztowania (Dz.U. z 2022 r. poz. 2848)
- Rozporządzenie Ministra Sprawiedliwości z dnia 23 grudnia 2022 r. w sprawie regulaminu organizacyjno-porządkowego wykonywania kary pozbawienia wolności (Dz.U. z 2022 r. poz. 2847).